# 합법화
합법화(legalization)은 어떤것을 법적으로 합법으로 규정짓는 것이다.
합법화와 유사한 개념으로는 처벌 조항만 폐지하는 비범죄화, 적극적으로 드러내는 양성화가 있다.

## 같이 보기
- 마약 자유화
- 성매매 비범죄화
- 불법화